# Guitar Hero (відеогра)
Guitar Hero — музична гра для ігрової консолі PlayStation 2, розроблена Harmonix Music Systems і видана компанією RedOctane. Guitar Hero з'явилася в продажу 8 листопада 2005 року в США, 7 квітня 2006 року — в Європі і 15 червня 2006 — в Австралії. Суть гри полягає в симуляції виконання музичної композиції на електрогітарі, для чого використовується спеціальний ігровий контролер, зовні схожий на зменшену гітару Gibson SG. Гра містить 30 популярних рок-пісень, що датуються починаючи від 1960-х років аж до 2005 року, а також бонусні пісні. Guitar Hero стала хітом, отримала хороші оцінки критиків і виграла багато нагород від різних світових видавництв. Гра поклала початок медіафраншизі Guitar Hero. Загальний обсяг продажів ігор серії, включно з іграми для портативних консолей, іграми, присвяченими групам та відгалуженнями, перевищив мільярд доларів.

## Ігровий процес
Основою для гри стала гра «GuitarFreaks» від Konami. Геймплей гри схожий на інші музичні відеоігри: основне завдання гравця — натискання клавіш-«ладів» на грифі гітарного контролера і вдаряти в потрібний момент по спеціальній клавіші-«струні» (англ. strum bar). Також можна грати за допомогою звичайного контролера DualShock 2, на якому слід лише натискати потрібні кнопки. На гітарі є п'ять клавіш-ладів, тремоло-ручка та додаткові клавіші для паузи або запуску гри. Гра підтримує перемикання розташування нот для шульг і правшів.

Щоб зіграти ноту, відповідна клавіша ладу та клавіша струн мають бути натиснутими, коли нота досягне свого кружка внизу екрана.

### Режими гри
Основним режимом гри в Guitar Hero є режим кар'єри, коли гравець грає на різних вигаданих сценах і виконує чотири або п'ять пісень. Пісні, які гравець грає в кар'єрному режимі, автоматично стають доступними в інших режимах гри. Гравець може вибирати сцену, на якій він хоче грати, вид гітари; ці елементи не впливають на геймплей чи кількість пісень, але впливають на візуальні ефекти під час виконання пісні. У режимі кар'єри гравець може заробляти гроші за виступи, які він може витрачати в магазині, де містяться нові гітари, бонусні пісні тощо. Режим швидкої гри (англ. Quick Play) дозволяє грати будь-яку розблоковану пісню, можна вибрати складність, персонажа та сцену для гри. Після успішного завершення пісні в будь-якій кар'єрі та швидкій грі, гравець отримує оцінку своєї гри, від 3 до 5 зірок, залежно від його гри.

### Нарахування очок
За кожну зіграну ноту гравець отримує 50 очок. Акорди приносять удвічі більше. Кожні 10 послідовних успішно зіграних нот (акорд при цьому рахується за одну ноту) збільшують множник очок на одиницю, аж до найбільшого значення 4. Режим Star Power (зірковий драйв) дозволяє гравцеві тимчасово подвоїти кількість очок за ноту, перетворюючи таким чином на час дії режиму множник 4х на 8х.
По завершенні пісні показується остаточний рахунок, показник загальної точності виконання та довжина найбільшої послідовності взятих нот. Пісня в середньому містить близько 400—600 нот (хоча на складності Hard або Expert тривалість може сягати 1000—2000 нот). Загальний рівень виконання відначається 3, 4 або 5 зірками.
Більше очок можна заробити, використовуючи прийоми висхідного та низхідного легато (англ. Hammer-Ons та Pull-Offs, скорочено HOPO). Якщо на екрані з'являється ланцюжок одиночних нот, розташованих на різних ладах, то для їх взяття гравцеві достатньо взяти першу ноту з послідовності, а потім натискати тільки на відповідні ладові клавіші. При цьому не потрібно вдаряти по кнопці струн. Ноти, до яких можна застосувати HOPO, виділяються — вони не мають нагорі чорного кружка. Легато-ноти зазвичай з'являються лише на рівні складності Hard та Expert, хоча іноді зустрічаються й на рівні Medium.

## Список пісень
У грі є 47 доступних для виконання пісень; 30 із них — кавер-версії оригінальних композицій. Інші 17 пісень авторства маловідомих груп, членами багатьох з яких є розробники студії Harmonix, та інших незалежних груп із Бостона. Маркус Гендерсон, гітарист гурту Drist, зіграв партію провідної гітари у 20 із 30 кавер-версій.
Всі кавери в грі підписано фразою «прославилася у виконанні» (англ. "as made famous by") (наприклад, «I Wanna Be Sedated, прославилася у виконанні The Ramones»).
| Пісня                             | Виконавець                                  | Акт                 |
| --------------------------------- | ------------------------------------------- | ------------------- |
| «I Love Rock 'n Roll»             | Joan Jett & The Blackhearts                 | Opening Links       |
| «I Wanna Be Sedated»              | The Ramones                                 | Opening Links       |
| «Thunder Kiss '65»                | White Zombie                                | Opening Links       |
| «Smoke On The Water»              | Deep Purple                                 | Opening Links       |
| «Infected»                        | Bad Religion                                | Opening Links       |
| «Iron Man»                        | Black Sabbath                               | Axe-Grinders        |
| «More Than A Feeling»             | Boston                                      | Axe-Grinders        |
| «You've Got Another Thing Comin'» | Judas Priest                                | Axe-Grinders        |
| «Take Me Out»                     | Franz Ferdinand                             | Axe-Grinders        |
| «Sharp Dressed Man»               | ZZ Top                                      | Axe-Grinders        |
| «Killer Queen»                    | Queen                                       | Thrash And Burn     |
| «Hey You»                         | The Exies                                   | Thrash And Burn     |
| «Stellar»                         | Incubus                                     | Thrash And Burn     |
| «Heart Full Of Black»             | Burning Brides                              | Thrash And Burn     |
| «Symphony Of Destruction»         | Megadeth                                    | Thrash And Burn     |
| «Ziggy Stardust»                  | David Bowie                                 | Return Of The Shred |
| «Fat Lip»                         | Sum 41                                      | Return Of The Shred |
| «Cochise»                         | Audioslave                                  | Return of the Shred |
| «Take It Off»                     | The Donnas                                  | Return Of The Shred |
| «Unsung»                          | Helmet                                      | Return Of The Shred |
| «Spanish Castle Magic»            | Jimi Hendrix                                | Fret-Burners        |
| «Higher Ground»                   | Red Hot Chili Peppers                       | Fret-Burners        |
| «No One Knows»                    | Queens Of The Stone Age                     | Fret-Burners        |
| «Ace Of Spades»                   | Motörhead                                   | Fret-Burners        |
| «Crossroads»                      | Cream                                       | Fret-Burners        |
| «Godzilla»                        | Blue Öyster Cult                            | Face-Melters        |
| «Texas Flood»                     | Stevie Ray Vaughan                          | Face-Melters        |
| «Frankenstein»                    | The Edgar Winter Group                      | Face-Melters        |
| «Cowboys From Hell»               | Pantera                                     | Face-Melters        |
| «Bark At The Moon»                | Ozzy Osbourne                               | Face-Melters        |
| «Callout»                         | The Acro-brats                              | 7 !                 |
| «Behind The Mask»                 | Anarchy Club                                | 7 !                 |
| «Cavemen Rejoice»                 | The Bags                                    | 7 !                 |
| «Fire It Up»                      | Black Label Society                         | 7 !                 |
| «The Breaking Wheel»              | Breaking Wheel                              | 7 !                 |
| «Sail Your Ship By»               | Count Zero                                  | 7 !                 |
| «Fly On The Wall»                 | Din                                         | 7 !                 |
| «Decontrol»                       | Drist                                       | 7 !                 |
| «Get Ready 2 Rokk»                | Freezepop                                   | 7 !                 |
| «Cheat On The Church»             | Graveyard BBQ                               | 7 !                 |
| «Hey»[уточнити]                   | Honest And The Factory-to-Dealer Incentives | 7 !                 |
| «Farewell Myth»                   | Made In Mexico                              | 7 !                 |
| «Story Of My Love»                | The Model Sons                              | 7 !                 |
| «Guitar Hero»                     | Monkey Steals The Peach                     | 7 !                 |
| «All Of This»                     | Shaimus                                     | 7 !                 |
| «Even Rats»                       | The Slip                                    | 7 !                 |
| «Eureka, I've Found Love»         | The Upper Crust                             | 7 !                 |

## Нагороди
«Guitar Hero» здобула низку нагород.
- Academy of Interactive Arts & Sciences' Interactive Achievement Awards[1]
  - Гра року 2005
  - Видатні досягнення в ігровому дизайні (англ. Outstanding Achievement in Game Design)
  - Видатні досягнення в розробці ігрового процесу (англ. Outstanding Achievement in Game Play Engineering (tie))
  - Видатні досягнення в звуковому оформленні (англ. Outstanding Achievement in Soundtrack)
- BAFTA Video Game Awards[2] .
  - Звукова доріжка
- Рейтинг журналу EGM :
  - 196th on The Greatest 200 Videogames of Their Time
- GameSpot's Best and Worst of 2005
  - Best Puzzle/Rhythm Game[3]
  - Most Metal[4]
  - Вибір читачів — Best Puzzle/Rhythm Game[5]
- Game Developers Choice Awards[ru]
  - Досконалість звуку (англ. Excellence in Audio)
  - Досконалість ігрових інновацій (англ. Excellence in Game Innovation)
- IGN's Best of 2005
  - Найкраща музична гра[6]
  - Найкраща музична гра для PlayStation 2[7]
  - Найкраща ліцензована звукова доріжка[8]
  - Найкраща ліцензована звукова доріжка для PlayStation 2[9]
  - Найкраща офлайнова багатокористувацька гра[10]
  - Найкраща офлайнова багатокористувацька гра для PlayStation 2[11]
  - Найкраща ігрова периферія (англ. Best Gaming Peripheral; за контролер Mini Gibson SG)[12]

## Продовження
Guitar Hero II вийшла 7 листопада 2006 року, до неї увійшли 64 пісні (40 ліцензованих, 24 незалежних або бонусних треків). У грі з'явився режим тренування та новий режим співпраці для двох гравців, що дозволяє їм разом виконувати партії ведучої, ритм- чи бас-гітари.
Спочатку Guitar Hero II вийшла на PlayStation 2, потім у США 3 квітня 2007 року вийшла версія для Xbox 360. В онлайн-сервісі Xbox Live доступні для скачування 9 треків з першої гри Guitar Hero. Генеральний директор видавництва Activision Майк Гріффіс (Mike Griffith) 7 лютого 2007 року офіційно анонсував випуск у 2008 фінансовому році версії гри для консолі Wii.
У липні 2007 на PlayStation 2 вийшло розширення до другої частини під назвою Guitar Hero Encore: Rocks the 80s.
Восени 2007 року вийшла третя гра серії під назвою Guitar Hero III: Legends of Rock для Wii, PlayStation 2 і 3, XBOX 360 і PC.
Guitar Hero: Aerosmith вийшла 26 червня 2008 року. Гра стала першою частиною, которая відійшла від основної концепції та була повністю присвячена гурту Aerosmith.
Четверта гра цієї серії Guitar Hero World Tour вийшла в США 26 жовтня 2008 року.
29 березня 2009 року в США вийшла Guitar Hero: Metallica. Випуск зосереджено на гурті Metallica, проте в ньому також є треки та інших гуртів, які вплинули на творчість гурту.
2009 року вийшла п'ята гра серії — Guitar Hero 5. До її складу увійшло 85 творів знаменитих гуртів та виконавців, таких як The Rolling Stones, The White Stripes, Kings of Leon, Том Петті, Боб Ділан, Джонні Кеш, Santana та Vampire Weekend.
У вересні 2010 року вийшла шоста частина гри під назвою Guitar Hero: Warriors of Rock. Всього на диску міститься 93 пісні гуртів Sum 41, AFI, Nickelback, Rise Against, Muse, Drowning Pool та багатьох інших.